# Svenska landslaget i landsflykt
Svenska landslaget i landsflykt är en fotbollslåt som var Sveriges fotbollslandslags kampsång i samband med VM i fotboll 1950 i Brasilien. Den spelades in av Andrew Walters trio med Tompa Jahn . Sången byter ofta melodi, och använder bland annat andra melodier som If You're Happy and You Know It, Jingle Bells och Old McDonald Had a Farm.

### Fotnoter
1. ↑  Information i Svensk mediedatabas.